# Pierre Cailleteau
Pierre Cailleteau més conegut com a Lassurance(?, 1655 - ?, 1724) fou un arquitecte francès. No confondre amb el seu fill Jean Cailleteau anomenat també Lassurance le jaune per distingir-lo del seu pare.
Arquitecte amb gran nomenada a la seva època, se li atribueixen (de forma no confirmada) treballs al Palau de Versalles.
Obres personals seves són:
- l'Hôtel de Charolais (1700-04),
- el Palais Bourbon (1722) i
- l'Hôtel de Lassay (1722-24).

- Hôtel de Rothelin-Charolais, 1700-1704.
- Hôtel de Montmorency-Luxembourg/Hôtel de Rivié (1704-1711),
- Hôtel d'Auvergne, (destruït), 1705.
- Hôtel de Longueil, 1706-1707.
- Hôtel de Neufchâtel,, (destruït), 1708.
- Transformació del castell de Rambouillet, 1706-1709.
- Hôtel de Noailles, (destruït en part), 1715.
- Reconstrucció del castell de Petit-Bourg 1716-1722, (destruït el 1750).
- Hôtel de Rohan-Montbazon,, (destruït en part), i hôtel Marbeuf (destruït), 1719.
- Hôtel de Roquelaure, 1720-1722.
- Hôtel de Lassay 1722.
- Palais-Bourbon, 1722-1724.